# Cunha (São Paulo)
Cunha ist eine Kleinstadt mit dem Status eines Luftkurortes (Estância Climática) im Bundesstaat São Paulo in Brasilien. Die Gemeinde hat eine Ausdehnung von 1410 km², hatte nach offizieller Schätzung im Jahr 2018 ca. 21.600 Einwohner (sinkende Tendenz) und liegt im Hochland des Alto Paraíba. Die Einwohner leben von der Landwirtschaft. In den letzten Jahren ist als wirtschaftlicher Faktor noch der Tourismus hinzugekommen. Außer der landwirtschaftlichen Zone gibt es große Naturgebiete in der Gemeinde mit dem tropischen Regenwald der Mata Atlântica mit einer großen Vielfalt von Flora und Fauna. Unter anderem gehören zum Gebiet die Gebirge Serra do Quebra Cangalha und die Serra da Bocaina als Nationalpark. 
Die Gemeinde grenzt an die Gemeinden Ubatuba, São Luiz de Paraitinga, Lagoinha, Guaratinguetá, Lorena, Silveiras, Areias, São José do Barreiro im Bundesstaat São Paulo und Angra dos Reis sowie Paraty im Bundesstaat Rio de Janeiro. Von Paraty führt die Bundesstraße BR101 nach Cunha, wobei die letzten 9 km nicht asphaltiert sind und somit bei Regen unbefahrbar für normale PKWs. Von Guaratinguetá, dem Tal des Flusses Paraíba und der Autobahnverbindung Via Dutra zwischen Rio de Janeiro und São Paulo sind es ca. 33 km auf der asphaltierten Landesstraße SP-171, die aber eine schlechte Wegstrecke nach Cunha darstellt. Eine weitere Straßenverbindung gibt es auch nach Ubatuba im Staate São Paulo. Bedingt durch die schlechten Wegstrecken hat sich der historische VW Käfer hier als Automodell wegen seiner Robustheit durchgesetzt. Obwohl dieser Wagen seit 20 Jahren nicht mehr produziert wird, soll es im Landkreis Cunha noch bis zu 1000 dieser Fahrzeuge geben (siehe Bild vor dem lokalen Marktgebäude).

## Geschichte
Die ersten Portugiesen betraten die Gegend um Cunha im Jahre 1597 in einer Expedition von ca. 700 Personen, die in Rio de Janeiro aufbrach. Die Expedition wurde von Martim Correa de Sá angeleitet. Die Expedition wurde von ca. 2000 Indianern begleitet, ging in der Gegend um Paraty an Land und bestieg das atlantische Küstengebirge auf dem alten Weg der Guaianás Indianer um Indianer vom Stamme Tamoios zu bekämpfen, die ihrerseits zu dieser Zeit die Franzosen gegen die Portugiesen unterstützten. 
Eine Art Luftkurort (mit Höhen um die 1000 Meter) wurde die Gegend um Cunha herum im Jahre 1695. Zu dieser Zeit benutzten viele Abenteurer und Goldgräber den alten Weg der Guaianás um Edelsteine in dieser Region und in dem dahinter liegenden Gebieten von Minas Gerais zu suchen. Hiermit wurde Cunha, welches als auch Eingang zum Sertão (Boca do Sertão) bekannt war, berühmt. Cunha entwickelte sich als Ausruhort für die durchreisenden Abenteurer und Truppen. Schon 1730 war ein Ort gebaut, der sich Freguesia do Falcão nannte.
Am 15. September 1785 wurde der Ort mit dem Namen Vila de Nossa Senhora da Conceição de Cunha gegründet, in Erinnerung an den General Francisco da Cunha Menezes, dem Gouverneur der Provinz São Paulo. Zu dieser Zeit wurden die alten Wege zu Straßen umgebaut, damit man auf ihnen den großen Reichtum der Region transportieren konnte, den Kaffee. Die Erhebung zur eigenständigen Gemeinde erfolgte am 20. April 1858.